# 소우기
《소우기》(小右記)는 일본 헤이안 시대(平安時代)의 구교(公卿) 후지와라노 사네스케(藤原実資, 957~1046.(음)1.18)의 일기이다. 전61권. 한문.
원본은 전해지지 않고, 덴겐(天元) 원년(978년) 무렵부터 작성된 것으로 보이지만 현존하는 것은 덴겐 5년(982년)부터 조겐(長元) 5년(1032년)까지의 부분 뿐이다.

## 명칭
小右記라는 한자의 독법은 오우키(おうき) 또는 쇼유키(しょうゆうき)이며, 그 제목은 사네스케의 별칭이었던 오노노미야 우대신(小野宮右大臣)에서 한 글자씩 따온 것이다. 다른 이름으로는 야후키(野府記)라고도 하는데, 산조니시(三条西) 집안 소장본은 小右記, 후시미노미야(伏見宮) 집안 소장본은 野府記라는 제목이 붙어 있다(두 사본 모두 근세 이후의 사본 및 간본의 계통이 되었기에 두 이름이 모두 쓰인다). 또한 사네스케의 할아버지인 간파쿠(關白) 후지와라노 사네요리(藤原実頼)의 《수심기》(水心記)를 잇는다는 의미에서 《속수심기》(続水心記)라는 이름으로도 불리고 있다.
이밖에도 오노노미야 우대신기(小野宮右大臣記) ・ 오노노 우부기(小野右府記) ・ 소우상기(小右相記) ・ 오노노미야도노 어기(小野宮殿御記) ・ 오노노미야기(小野宮記) ・ 소기(小記) ・ 고오노노미야 우대신기(後小野宮右大臣記) ・ 고오노노미야 우부기(後小野宮右府記) ・ 고오노노미야기(後小野宮記) ・ 고오노노키(後小野記) ・ 후소기(後小記) ・ 사네스케 대신기(実資大臣記) ・ 사네스케키(実資記) ・ 속수진기(続水真記) ・ 야략초(野略抄) ・ 야기(野記) 등의 다른 이름도 많은데, 모두 사네스케가 사망한 뒤에 붙여진 이름으로 사네스케 자신은 랴쿠키(暦記)라고 불렀다. 이는 원본이 구주력(具注暦)의 여백에 기록되어 있었기 때문이라고 여겨지며, 당시 귀족들의 일기 제목으로 자주 보이는 이름이기도 하다.

## 내용
당대의 권신이었던 간파쿠(關白) 후지와라노 미치나가(藤原道長) ・ 요리미치(頼通) 부자가 어린 천황의 외조부이자 섭정으로써 국정을 좌지우지하던 셋칸(攝關) 시대 사회상이나 정치, 궁정의 의식, 고실(故実) 등을 상세하게 기록하고 있어 당대의 모습을 살펴 볼 수 있는 중요한 자료가 되고 있다. 그 기술은 전체적으로 비판적이며 저자 사네스케 및 그가 속한 오노노미야류(小野宮流) 후지와라 씨와는 대립관계에 있던 구조류(九条流) 후지와라 씨, 특히 사네스케와는 같은 시대를 살았던 당주 미치나가의 정치 및 인물됨에 대한 통렬한 비판이 들어 있다. 55년간에 걸쳐 기술된 기록 속에는 셋칸 시대의 사회상이나 유직고실(有職故実)이 잘 드러난다. 또한 후지와라노 미치나가 자신의 일기인 《미도 간파쿠기》(御堂関白記)에 기재되어 있지 않은, 미치나가 출가 이후의 홋쇼지(法成寺)에서의 생활이 꼼꼼하게 세밀하게 기술되어 있기도 하다.
후지와라노 미치나가가 읊은 것으로 유명한 와카(和歌)인 「이 천하가 모두 나의 것이니 저 둥근 달처럼 모자람 없어라」(この世をば　我が世とぞ思ふ　望月の　欠けたることの　なしと思へば)가 세상에 알려진 것도 소우기에 기록되어 전해졌기 때문이다(소우키 원문에는 한문으로 기록되어 있으며 《미도 간파쿠기》에는 이 와카가 등장하지 않는다).
또한 헤이안 시대의 식생활에 관한 기술도 남기고 있어서 당대 귀족의 생활상을 알 수 있다.
- 전상(殿上)에 있으면서 더위를 견디지 못해 얼음물(氷水)을 마신 이야기[5]
- 자택에 벌집이 생겨서 거기서 벌꿀을 캔 이야기[6]
- 후지와라노 다다쿠니(藤原忠国)라는 대식가라 소문난 사람을 불러다 밥 여섯 말을 먹인 이야기

한국사와 관련된 항목에서도 《소우기》는 중요한 자료로 쓰이고 있는데, 간닌 3년(1019년)에 있었던 도이의 입구 당시 도이(여진족) 해적에게 납치되었다가 동해상에서 고려 수군에 의해 구조되어 고려의 김해부를 거쳐 고려측의 송사 정자량(鄭子良)과 쓰시마 한간다이(判官代) 나가미네노 모로치카(長岑諸近)의 인솔하에 일본으로 돌아온 259인의 일본인 가운데 지쿠젠(築前) 사람 우치쿠라 이시메(內藏石女)와 쓰시마섬(對馬島) 사람 다지히노 아코미(多治比阿古見) 두 여성이 자신들이 본 당시 고려 수군의 전함의 모습을 증언하였고, 사네스케는 이를 자신의 일기 《소우기》에 기록하였다. 이 증언을 통해 당시 고려의 전함 구조 및 수군의 무장 상태를 살펴 볼 수 있다.

## 참고 문헌
- 모모 히로유키(桃裕行)　「소우기 제본의 연구」(小右記諸本の研究)(初出: 『도쿄대학사료편찬소보東京大学史料編纂所報』제5호、도쿄대학사료편찬소東京大学史料編纂所、1971년;再録：『모모 히로유키 저작집桃裕行著作集4』 사문각思文閣 출판、1988년)
- 구로사카 노부오(黒板伸夫) 감수・미쓰하시 다다시(三橋正) 편 『소우기 주석 조겐 4년』(小右記註釈 長元四年) 상・하, 소우기강독회(小右記講読会) 발행、야기서점(八木書店) 발매、2008년
- 윤명철 《한국해양사》 학연문화사, 2005년
- 곽유석 《도서해양학술총서17 고려선의 구조와 조선기술》 민속원, 2012년